# Batalha de Marselha

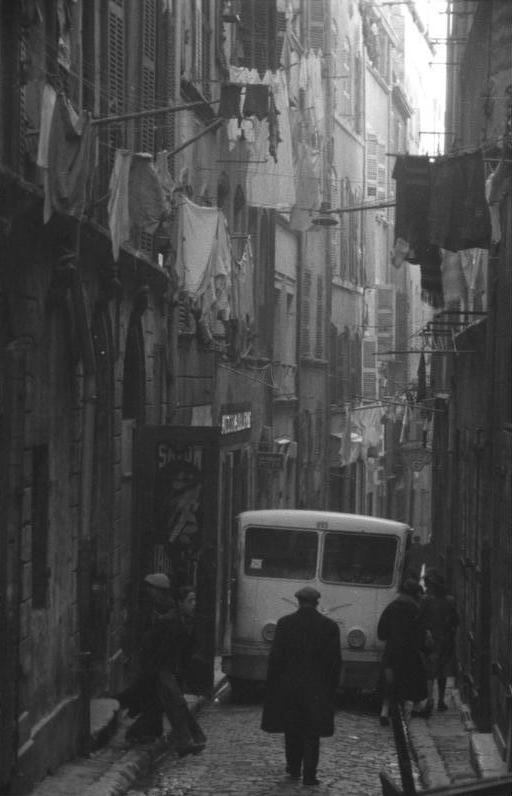
Rua do bairro Vieux-Port, Marselha.

A Batalha de Marselha teve lugar no antigo porto de Marselha (em francês Marseille e em provençal Marselha; antigamente conhecida como Massalia - do grego: Μασσαλία), em 22, 23 e 24 de janeiro de 1943, durante o regime de Vichy.

## História
A ação visava remodelar a área do velha do porto, um bairro popular , que tinha ruas estreitas e curvas consideradas perigosas pelas autoridades alemãs.
A operação militar apoiada pela polícia francesa e tropas nazistas identificou cerca de 40 000 pessoas no antigo porto da cidade, deportou 2 000 judeus e obrigou a mudança de 30 000 residentes no local. O bairro foi destruído.